# Nyvky (metrostation)
Nyvky (Oekraïens: Нивки, ⓘ) is een station van de metro van Kiev. Het station maakt deel uit van de Svjatosjynsko-Brovarska-lijn en werd geopend op 5 november 1971. Het metrostation bevindt zich in de gelijknamige woonwijk in het westen van Kiev.
Samen met Berestejska en Svjatosjyn behoort station Nyvky tot de eerste Kievse metrostations die ondiep gelegen zijn en volgens de openbouwmethode werden aangelegd. In de perronhal bevinden zich twee rijen zeegroene ronde zuilen. In de betegelde wanden langs de sporen is een strook met een plantenmotief verwerkt. Het perron is aan beide zijden verbonden met voetgangerstunnels onder de Prospekt Peremohy (Overwinningslaan) en de Voelytsja Sjtsjerbakova.